# Conus denizi
Conus denizi is een slakkensoort uit de familie van de Conidae. De wetenschappelijke naam van de soort is voor het eerst geldig gepubliceerd in 2011 door Afonso & Tenorio als Africonus denizi.